# یانیس رحمانی
یانیس رحمانی (انگلیسی: Yanis Rahmani؛ زادهٔ ۱۳ مهٔ ۱۹۹۵) بازیکن فوتبال اهل فرانسه است.
از باشگاه‌هایی که در آن بازی کرده‌است می‌توان به باشگاه فوتبال لوگو، باشگاه فوتبال ایبار، باشگاه فوتبال مالاگا، باشگاه فوتبال میراندس، و باشگاه فوتبال آلمریا اشاره کرد.